# Charles Boyle
Charles Boyle (gedoopt 12 december 1639 – 12 oktober 1694) was de oudste zoon van Richard Boyle, die de tweede earl was van County Cork en broer van filosoof en wetenschapper Robert Boyle. Charles werd ook Lord Vicount van Dungarvan genoemd.